# Bijawar (Staat)

Briefmarke von Bijawar (1935)

Bijawar war ein Fürstenstaat in der Region Bundelkhand in Britisch-Indien mit der Hauptstadt Bijawar. Das Fürstentum wurde von Raja Bir Singh Deo, einem Enkel des Maharaja Chhatar Sal von Panna, 1765 gegründet und durch Eroberungen erweitert. Nach dem Ende der Marathenkriege zu Beginn des 19. Jahrhunderts wurde Bijawar britisches Protektorat. Bhan Pratap Singh (1847–1899) unterstützte die Briten während des Sepoy-Aufstands von 1857 und wurde 1866 zum Maharaja, 1877 zum Maharaja Sawai erhoben.
Bijawar hatte 1935–1939 eine Staatspost mit eigenen Briefmarken. Das Land hatte 1935 eine Fläche von 2520 km² und 121.000 Einwohner. Am 4. April 1948 schloss sich Bijawar der Fürstenunion Vindhya Pradesh an und vollzog am 1. Januar 1950 den Anschluss an Indien. Am 1. November 1956 wurden alle Fürstenstaaten aufgelöst und Vindhya Pradesh dem Bundesstaat Madhya Pradesh einverleibt.